# Polskie Naukowo-Techniczne Towarzystwo Eksploatacyjne
Polskie Naukowo-Techniczne Towarzystwo Eksploatacyjne (PNTTE) – stowarzyszenie poświęcone teorii i praktyce eksploatacji, a szczególnie tworzenia systemów eksploatacyjnych (obsługiwania) opartych na zasadach eksploatyki. 
PNTTE jest członkiem European Federation of Maintenance Societies – Europejskiej Federacji Towarzystw Eksploatacyjnych (obsługiwania).